# Козярский, Владимир Васильевич
Влади́мир Васи́льевич Козярский (8 февраля 1929, с. Шутновцы, Каменец-Подольский округ, УССР, СССР — 8 мая 1991, там же, Каменец-Подольский район, Хмельницкая область, УССР, СССР) — бригадир колхоза «Украина» Каменец-Подольского района Хмельницкой области, Герой Социалистического Труда (1973).

## Биография
Родился 8 февраля 1929 года в селе Шутновцы Каменец-Подольского округа УССР (ныне — Каменец-Подольского района Хмельницкой области Украины), в крестьянской семье. По национальности украинец.
В 1944 года трудоустроился ездовым в местном колхозе. В 1948—1951 годах служил в армии, после демобилизации вернулся на малую родину, стал главой шутновецкой полевой бригады. В начале 1960-х годов назначен бригадиром комплексной бригады, получившей в 1973 году урожай 55,9 центнера пшеницы, 103 центнера кукурузы, 560 центнеров сахарной свёклы с гектара.
Указом Президиума Верховного Совета СССР от 8 декабря 1973 года «за большие успехи, достигнутые во Всесоюзном социалистическом соревновании, и проявленную трудовую доблесть в выполнении принятых обязательств по увеличению производства и продажи государству зерна, сахарной свёклы, масличных культур и других продуктов земледелия в 1973 году» удостоен звания Героя Социалистического Труда с вручением ордена Ленина и золотой медали «Серп и Молот».
Продолжал работать бригадиром, затем назначен председателем межколхозного объединения по производству мяса на промышленной основе. Параллельно работе заочно окончил Каменец-Подольский сельскохозяйственный институт (ныне — Подольский государственный аграрно-технический университет).
Избирался делегатом XIV съезда профсоюзов Украины.
Жил в родном селе, где скончался 8 мая 1991 года.
Награждён орденами Ленина (08.12.1973), Октябрьской Революции (08.04.1971), Трудового Красного Знамени (24.12.1976), «Знак Почёта» (26.02.1958), медалями, в том числе «За трудовую доблесть» (31.12.1965).